# Stazione di Cattolica-San Giovanni-Gabicce
Stazione di Cattolica-San Giovanni-Gabicce vasútállomás Olaszországban, Cattolica településen.

## Vasútvonalak
Az állomást az alábbi vasútvonalak érintik:
- Bologna–Ancona-vasútvonal

## Kapcsolódó állomások
A vasútállomáshoz az alábbi állomások vannak a legközelebb:
- Stazione di Pesaro
- Stazione di Misano Adriatico